# Mansalay

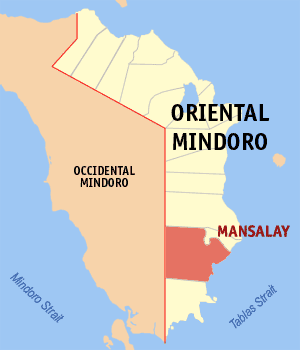
Bản đồ Oriental Mindoro với vị trí của Mansalay

Mansalay là một đô thị hạng 3 ở tỉnh Oriental Mindoro, Philippines. Theo điều tra dân số năm 2000, đô thị này có dân số 39.041 người trong 7.316 hộ.

## Barangay
Mansalay được chia thành 17 barangay.
| - B. Del Mundo - Balugo - Bonbon - Budburan - Cabalwa - Don Pedro - Maliwanag - Manaul - Panaytayan | - Poblacion - Roma - Santa Brigida - Santa Maria - Villa Celestial - Wasig - Santa Teresita - Waygan |